# Рансом (округ)
Округ Рансом (англ. Ransom County) располагается в штате Северная Дакота, США. Официально образован 4 января 1873 года. По состоянию на 2013 год, численность населения составляла 5516 человека.

## География
По данным Бюро переписи США, общая площадь округа равняется 2 237,762 км2, из которых 2 235,172 км2 — суша, и 1,300 км2, или 0,160 % — это водоёмы.

## Население
По данным переписи населения 2000 года в округе проживает 5890 жителей в составе 2 350 домашних хозяйств и 1560 семей. Плотность населения составляет 3,00 человека на км2. На территории округа насчитывается 2604 жилых строения, при плотности застройки около 1,00-го строения на км2. Расовый состав населения: белые — 97,93 %, афроамериканцы — 0,19 %, коренные американцы (индейцы) — 0,32 %, азиаты — 0,25 %, гавайцы — 0,00 %, представители других рас — 0,37 %, представители двух или более рас — 0,93 %. Испаноязычные составляли 0,81 % населения независимо от расы.
В составе 31,00 % из общего числа домашних хозяйств проживают дети в возрасте до 18 лет, 58,10 % домашних хозяйств представляют собой супружеские пары, проживающие вместе, 5,10 % домашних хозяйств представляют собой одиноких женщин без супруга, 33,60 % домашних хозяйств не имеют отношения к семьям, 30,70 % домашних хозяйств состоят из одного человека, 15,50 % домашних хозяйств состоят из престарелых (65 лет и старше), проживающих в одиночестве. Средний размер домашнего хозяйства составляет 2,39 человека, и средний размер семьи 3,01 человека.
Возрастной состав округа: 25,00 % — моложе 18 лет, 5,90 % — от 18 до 24, 25,40 % — от 25 до 44, 22,40 % — от 45 до 64, и 22,40 % — от 65 и старше. Средний возраст жителя округа — 41 год. На каждые 100 женщин приходится 106,20 мужчин. На каждые 100 женщин старше 18 лет приходится 105,80 мужчин.
Средний доход на домохозяйство в округе составлял 37 672 USD, на семью — 44 865 USD. Среднестатистический заработок мужчины был 35 023 USD против 18 772 USD для женщины. Доход на душу населения составлял 18 219 USD. Около 6,30 % семей и 8,80 % общего населения находились ниже черты бедности, в том числе — 10,70 % молодежи (тех, кому ещё не исполнилось 18 лет) и 8,20 % тех, кому было уже больше 65 лет.